# Faculté de médecine tibétaine du Tibet
 (juin 2017).
Si vous disposez d'ouvrages ou d'articles de référence ou si vous connaissez des sites web de qualité traitant du thème abordé ici, merci de compléter l'article en donnant les références utiles à sa vérifiabilité et en les liant à la section « Notes et références ».
La Faculté de médecine tibétaine du Tibet (tibétain : བོད་ལྗོངས་བོད་ལུགས་གསོ་རིག་སློབ་ཆེན།, Wylie : bod ljongs bod lugs gso rig slob chen, THL : bö jong bö luk so rik lob chen, chinois : 西藏藏医学院 ; pinyin : xīzàng zàngyī yīxuéyuàn) est un établissement d'enseignement de la médecine traditionnelle tibétaine situé à Lhassa (région autonome du Tibet, République populaire de Chine). Fondée en septembre 1989, elle releva de l'université du Tibet jusqu'en 1993 où elle en fut séparée.

## Cursus universitaire
Elle accueille 300 étudiants. Les études durent sept ans. les quatre premières années sont consacrées à l'étude des textes médicaux et à la clinique. Les trois années restantes sont vouées à la thérapeutique. La préparation des médicaments fait partie du cursus.